# Neope lahittei
Neope lahittei är en fjärilsart som beskrevs av Jannel 1894. Neope lahittei ingår i släktet Neope och familjen praktfjärilar. Inga underarter finns listade i Catalogue of Life.